# 三式磁気探知機四型
仮称三式磁気探知機四型（かしょうさんしきじきたんちきよんがた）は日本海軍が開発した陸戦用の磁気探知機。

## 概要
昭和17年（1942年）よりガダルカナルなどソロモン諸島方面での戦いが始まると､夜間や密林で武器を携行した敵兵士を発見する事ができる装置が要望されるようになり､これをうけて海軍は磁気探知機を陸戦に用いる可能性を検討すべく､それまで沿岸防備用の水中測的兵器として使用していた二式磁気探知機を用いた実験を行い、その結果適切な環線を用いれば小銃を持った兵士一名の通過を確実に検知可能である事を確認した。これにより中央でも陸戦用磁気探知機の存在意義が認められ､館山海軍砲術学校と海軍技術研究所に対して､要地防備用陸戦兵器としての実用価値を検討すべきとの訓令が発せられて､砲術学校で実験を行なう事となった。
しかしながら､二式磁気探知機は繊細で扱いに細心の注意を要する点もあり､防備衛所などで半永久的に使用するのには適していたが､航空機､艦船等への搭載、あるいは携帯して戦場に追随するような用途には不適当とされていたため､これらの欠点を解決し､武人の蛮用に耐えうる要地防衛および上陸予想海岸防備用の磁気探知機の開発が進められる事となった。
これに先立ち海軍では大倉電気研究所と連携して､二式磁気探知機用として前述の欠点を解消できる新型の微弱電圧検知装置の研究を進めており､昭和18年1月に完成した同社の試作品の性能が予想以上に良好であった為、これを陸潜用磁気探知に活用する事を考え、所要の改造を加えた物を記録装置として使用する陸潜用磁気探知機を試作した。
この試作品は昭和18年3月下旬から4月上旬にかけて3回の性能実験を実施され､性能は極めて良好であり､兵器として多数整備すれば陸戦能力の向上に大きく貢献すると認められたので､三式磁気探知機四型として兵器化された。本装置は終戦までに1000組が完成したとされているが、実戦で活用される機会は遂に無かったといわれている。

### 構成装置
本装置は主に環線・脚線、検知装置よりなっており各部の大まかな構成と機能は以下のようになっていた。
環線および脚線
陸戦用として特別に計画されたものであり､周長200ｍ、捲回数30回のものによって1個の環線を構成し､これを常用2個、補用1個として計3個を附属した。脚線は長さ300mの物を単位として､これを5條で1本の脚線とし､2本を常用とした。
検知装置
・環線接続器
　2個の環線を組合わせて地磁気の影響を取除くように調整する装置　
・交流発生器
　６Vの蓄電池電源を振動型断続器で交流に変え､各装置の交流電源とする
・直交変換器　
　環線接続器で補償した信号電圧を交流電源による振動接点で交流とする
・増幅器
　前段増幅器と終段増幅器の2個よりなり、直交変換器で交流化した信号電流を増幅してその出力を波形記録器に送る。
・波形記録器
　可逆電動機とこれによって電圧加減刷子を動かすようにした直流分圧抵抗器を備える。目標を探知すると可逆電動機を作動させて記録ペンを動かし､探知した目標の波形を記録紙に記録する。